# Marta de Vilallonga
Marta de Vilallonga (Barcelona, 1960) és una estilista i dissenyadora industrial catalana.
Cursa estudis d'estilisme a l'escola Berçot i de disseny industrial a ESDI, a París. Treballa en el muntatge, decorats i vestuari de diverses pel·lícules franceses. Entre el 1988 i el 1989, col·labora a Nova York, amb l'estudi de l'arquitecte Richard Meier, en la realització de mobiliari (cadires, llums, moquetes, llenceria, jocs de coberts i accessoris per a la taula). L'any 1990, inicia la col·laboració amb Ricardo Bofill Taller d'Arquitectura, en l'interiorisme i disseny de mobiliari per als següents projectes: Aeroport de Barcelona, INEFC, Teatre Nacional de Catalunya, Palacio Nacional de Congresos de Madrid, Pavelló d'Espanya en l'Exposició Internacional de Gènova, edifici d'oficines al carrer Ausias March de Barcelona, i la realització de l'estudi d'interiorisme per a la cadena de botigues prêt-à-porter Stefanel. Forma part de les seves creacions el disseny de la cadira Marta (1994), produïda per Amat, Muebles para Colectividades.
El 2025, va ser reconeguda per la revista Forbes com una de les 100 dones catalanes més influents de l'any.